# Ganderbal
Ganderbal (en cachemir: गांदरबल ) es una localidad de la India capital del distrito de Ganderbal, en el estado de Jammu y Cachemira.

## Geografía
Se encuentra a una altitud de 1 590 m s. n. m. a 18 km de la capital estatal, Srinagar, en la zona horaria UTC +5:30.

## Demografía
Según estimación 2010 contaba con una población de 19 082 habitantes.